# 四川藤山柳
四川藤山柳（学名：Clematoclethra sichuanensis），为猕猴桃科藤山柳属下的一个植物种。
现接受名为藤山柳（Clematoclethra scandens (Franch.) Maxim., 1890)。